# 第1回ブリーダーズゴールドカップ
1989年10月10日に札幌競馬場で開催された第1回ブリーダーズゴールドカップについて記述する。
- 馬齢は当時使用されていた旧表記（数え年）にて表記。

## 競走施行時の状況
日高の生産者の集まりの中で「競馬の発展があっての我々である。アメリカのブリーダーズカップのようなレースを作れば、競馬に貢献できるのではないか」という話が持ち上がり、1987年頃に実現の可能性について地方競馬全国協会へ内々に打診し、「法人、構成員、ある程度の永続性などの条件が満たされれば可能」と回答された。最初は内輪話程度の小さな火種であったが、徐々に具体性を増し現実味を帯びた話となってくる。構成員所有種牡馬の産駒に限って、出走権や副賞金を与えようといった意見もあがった。また、内部調整などに尽力した関係者の努力なども勘案し、全国から優駿を集めるのがよい、として関係者の同意を得るまでにこぎつけた。こうして1989年に、ジャパンブリーダーズカップ協会の後援による「第1回ブリーダーズゴールドカップ」が創設された。このように、当初はアメリカのブリーダーズカップに範をとって生産者主導で計画され、賞金も生産者が拠出するなど、主催者の北海道競馬事務所よりもジャパンブリーダーズカップ協会のほうが意欲的であった。
ジャパンブリーダーズカップ協会は社団法人化の申請が進められていたが、認可が遅れ、1989年8月初旬になってようやく開催の目処が立ち、正式な実施要項の発表は9月中旬までずれ込んだ。
当日は特別企画として、中央のGI馬であった有名種牡馬の展示が行われ、ミホシンザン・サクラユタカオー・ダイナガリバー・メリーナイスが来場。展示場となったパドックは立錐の余地もないほどのファンで埋まった。秋の味覚市やひだか市、ニジマスの掴み取りに牛肉まつりなど多様なイベントが展開され、新冠町の少年少女鼓笛隊がマーチの演奏を披露。終日家族連れで賑わい、ホッカイドウ競馬史上2番目の入場者を数えた。

### 中央・他地区招待馬
同日には公営中京で名古屋市制100周年記念が施行されるため、関係者は出走馬の確保に奔走。
中央からは2頭が招待され、岡部幸雄騎乗のレインボーアカサカ、横山典弘騎乗のブランドアンヌと2頭の関東馬が出走。
レインボーアカサカは5月の東京・武蔵野ステークスでレコード勝ちを収めたが、初騎乗の根本康広に乗り替わった札幌記念では、1番人気に支持されるも歴史的な大出遅れで最下位12着と大敗。その雪辱を果たすべく、中央の代表格として挑んだ当日は2番人気であった 。
一方のブランドアンヌは6月の札幌・羊ケ丘特別（400万下）、8月の潮騒特別・9月の臥牛山特別（共に函館900万下）を快勝し、初の重賞挑戦で強豪相手ながら4番人気に支持された 。
地方他地区からも2頭が招待され、フェートノーザン（笠松）、コクセイピューマ（新潟）が出走。
フェートノーザンは前年の第1回全日本サラブレッドカップで中央移籍前のイナリワン（大井）を一蹴し、同年も春の帝王賞を危なげなく勝利して日本ダート界の頂点に立った。同日に地元の中京で行われる名古屋市制100周年記念競走の目玉であったが、吉田秋好調教師と鞍上の安藤勝己が「地方競馬の将来のために、全国交流競走を盛り上げたい」と遠征を決意。安藤は、まだ開催の正式決定もされていなかった時期から札幌に入厩していたフェートノーザンの調教をつけるために、地元での騎乗をすべてキャンセルし開催日まで札幌に滞在するなど、開催に向けての協力は大きかった。6月14日には地元笠松の全日本サラブレッドCへの出走権を得るためにローレル争覇に出走し、前年は58.5㎏で出走できたレースを、68㎏という酷量を背負って当時をコンマ9秒も上回るタイムで勝利。札幌遠征に備えたが、ひどい夏負けが襲い、連戦の疲れもあったのか、涼しくなっても状態はあまり良くならなかった。当日も決して調子は良くなかったが、断然の人気に支持された。
コクセイピューマは金沢で重賞3勝を挙げるなど活躍した後、愛知→中央を経て、同年6月に新潟・向山勝厩舎へ移籍。9月の三条・長月特別で移籍後2勝目を挙げていた。

### 地元馬
迎え撃つ地元勢は重賞2勝を含む5連勝中のホロトマイケル、前年に牝馬ながら北海優駿を勝ったフシミラツキー、同年の二冠馬でタキノニシキ・クラカゲオーと4歳三強を形成したベストンダンデイ、ホロトマイケルと同厩舎・同馬主で2年前の二冠馬ホロトウルフ、赤レンガ記念を勝ったツルギエイカンなどが参戦。

## 出走馬と枠順
- 天候：晴れ、馬場状態：良

| 枠番 | 馬番 | 競走馬名           | 所属   | 性齢 | 斤量 | 騎手       | 調教師     | 人気 |
| ---- | ---- | ------------------ | ------ | ---- | ---- | ---------- | ---------- | ---- |
| 1    | 1    | ツルギエイカン     | 北海道 | 牡6  | 56   | 宮崎光行   | 須藤三千夫 | 11   |
| 2    | 2    | レインボーアカサカ | JRA    | 牡6  | 56   | 岡部幸雄   | 高橋英夫   | 2    |
| 3    | 3    | ホロトウルフ       | 北海道 | 牡6  | 56   | 久保千秋   | 黒川武     | 10   |
| 4    | 4    | フェートノーザン   | 笠松   | 牡7  | 55   | 安藤勝己   | 吉田秋好   | 1    |
| 5    | 5    | ヤマノフレアリング | 北海道 | 牝5  | 55   | 松本隆宏   | 鈴木英二   | 12   |
| 5    | 6    | ブランドアンヌ     | JRA    | 牝5  | 55   | 横山典弘   | 石栗龍雄   | 4    |
| 6    | 7    | サクラアンバー     | 北海道 | 牡7  | 55   | 松田路博   | 若松平     | 8    |
| 6    | 8    | ドクタースパーク   | 北海道 | 牡5  | 56   | 村上正和   | 成田春男   | 7    |
| 7    | 9    | ホロトマイケル     | 北海道 | 牡5  | 56   | 佐々木一夫 | 黒川武     | 3    |
| 7    | 10   | ベストンダンデイ   | 北海道 | 牡4  | 55   | 山下信雄   | 鈴木英二   | 9    |
| 8    | 11   | コクセイピューマ   | 新潟   | 牡8  | 55   | 榎伸彦     | 向山勝     | 5    |
| 8    | 12   | フシミラツキー     | 北海道 | 牝5  | 55   | 柳澤好美   | 成田春男   | 6    |

## 競走内容
1周目のスタンド前でレインボーアカサカが押し出されるように先頭に立ち、ベストンダンデイ・ホロトウルフがこれに続いた。
フェートノーザンは鞍上の安藤が負けを覚悟するほど行きっぷりが悪く、3コーナーでピッチが上がって各騎手の手が一斉に動く中、安藤が懸命に動かすも依然中団にいた。
レインボーアカサカが先頭で最後の直線に入ると、残り200m地点でハナに立ったホロトウルフにベストンダンデイ・ツルギエイカンと地元馬が更に並んできて、場内の歓声が一段と大きくなったが、100mを切った辺りでフェートノーザンが大外から強襲する。
3コーナーでは前が詰まり大きく後退したものの、そこから馬群を縫うように進出して見事な差し切り勝ちを決め、あっさり前の3頭を交わして初代王者に輝き、地元のファンや馬産地関係者をしびれさせた。
フェートノーザンの生産者である武田牧場に生産者賞が贈られ、ブリーダーズGC当日は新冠から武田牧場の関係者をはじめ、大勢の生産者が札幌まで応援に駆けつけた。

## 競走結果
| 着順 | 枠番 | 馬番 | 競走馬名           | タイム | 着差      | 人気 |
| ---- | ---- | ---- | ------------------ | ------ | --------- | ---- |
| 1    | 4    | 4    | フェートノーザン   | 2:31.9 |           | 1    |
| 2    | 3    | 3    | ホロトウルフ       | 2:31.9 | クビ      | 10   |
| 3    | 1    | 1    | ツルギエイカン     | 2:32.0 | クビ      | 11   |
| 4    | 2    | 2    | レインボーアカサカ | 2:32.2 | 1馬身     | 2    |
| 5    | 7    | 10   | ベストンダンデイ   | 2:32.5 | 1.1/2馬身 | 9    |
| 6    | 5    | 6    | ブランドアンヌ     | 2:33.0 | 2.1/2馬身 | 4    |
| 7    | 5    | 5    | ヤマノフレアリング | 2:33.3 | 1.1/2馬身 | 12   |
| 8    | 6    | 8    | ドクタースパーク   | 2:33.4 | 1/2馬身   | 7    |
| 9    | 7    | 9    | ホロトマイケル     | 2:33.7 | 1.1/2馬身 | 3    |
| 10   | 8    | 11   | コクセイピューマ   | 2:34.2 | 2.1/2馬身 | 5    |
| 11   | 8    | 12   | フシミラツキー     | 2:34.5 | 1.1/2馬身 | 6    |
| 12   | 6    | 7    | サクラアンバー     | 2:36.0 | 7馬身     | 8    |

### 配当(払戻金)
| 単勝     | 4     | 140円   |
| 複勝     | 4     | 140円   |
| 複勝     | 3     | 720円   |
| 複勝     | 1     | 540円   |
| 連勝複式 | 3 - 4 | 7,790円 |